# Союз анархістів України
«Сою́з анархі́стів Украї́ни» — сучасна українська політична партія анархістів.
В основі ідеології партії лежить розуміння важливості еволюційного переходу суспільства до безвладдя через трансформацію суспільної свідомості. Сою́з анархі́стів Украї́ни об'єднує зусилля людей із різних течій анархізму у створенні громадських об'єднань у витісненні влади з усіх сфер життя, використовуючи закладені в законодавстві можливості для цього.
Дорікали партію "Слуга народу" за те, що вона не дотримується своєї первісної ідеології: лібертаріанства.
Засуджували Геннадія Труханова у корупції та "купівлі" посади. Виступали за витрату грошей на покращення міста та суспільства. 
Досить радикальні і, певною мірою, агресивні в поширенні своєї ідеології. Розглядають лише негативні сторони правлячих партій.